# Ootmarsum
Ootmarsum est une petite ville situé dans la commune néerlandaise de Dinkelland, dans la province d'Overijssel. Le 1er janvier 2008, le village comptait 4 392 habitants.
Le 1er janvier 2001, la commune d'Ootmarsum a été rattachée à celle de Denekamp, en même temps que Weerselo. Le 1er janvier 2002, la commune nouvelle ainsi formée est appelée Dinkelland.

## Économie
L'entreprise Heupink & Boemen1 produit les cigarettes Black Devil à Ootmarsum

## Galerie

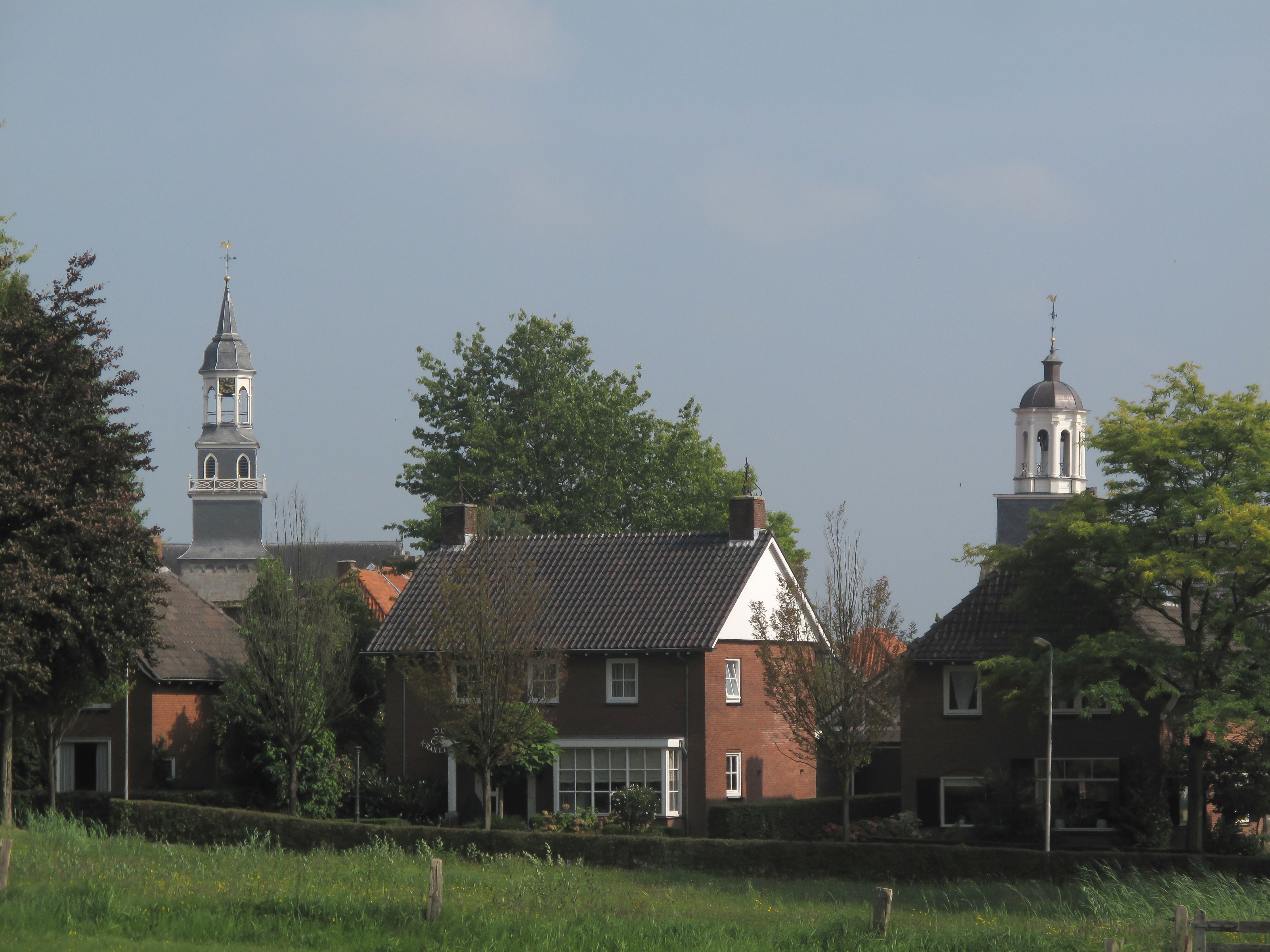
Ootmarsum, vue sur la ville
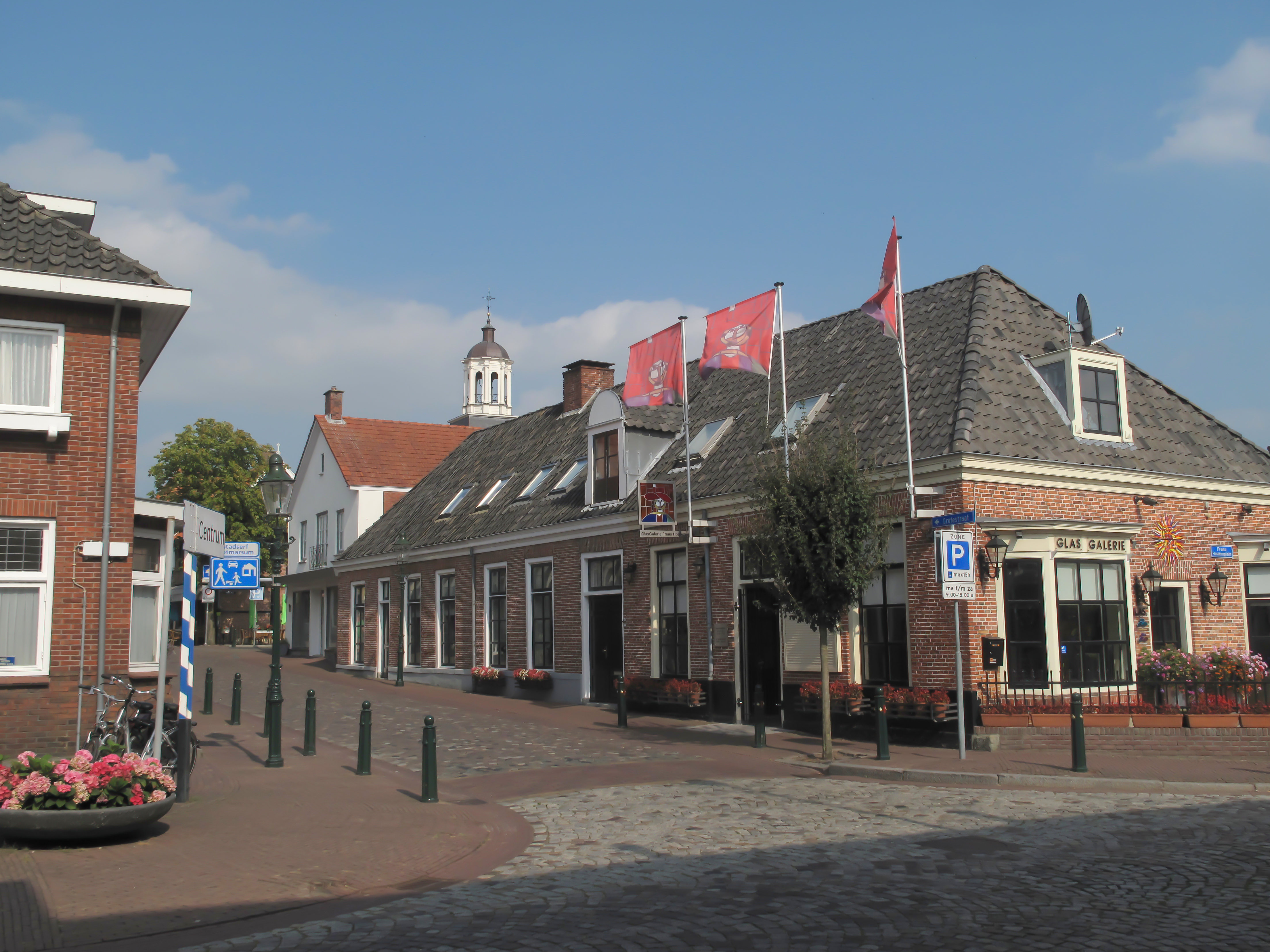
Ootmarsum, vue sur la rue: Grotestraat-Almelosestraat